# Ilbars
Ilbars, ou Aboul Mansour Ilbars Khan, mort en 1518, est le fondateur d'une dynastie ouzbèke du Khorezm, la dynastie des Arabchahides, branche des Chaybanides, et règne de 1511 à 1518. 

## Accès au pouvoir
Ilbars Khan est le fils du sultan Boureke et le petit-fils du khan Yadgar et descend donc d'Arapchah (mort vers 1380), khan de la Horde d'or de 1377 à sa mort.
C'est en 1511 que le Khorezm, ou khanat de Khiva, se détache de la Perse des Séfévides et prend son autonomie. Ilbars est soutenu par des aristocrates de sa famille, Aboulek et Aminek, qui le font reconnaître Khan par les Ouzbeks. En échange, Ilbars leur donne Gourgandj (Ourguentch). Le frère cadet d'Ilbars, Bilikidj, soumet au Khorezm la péninsule turkmène de Manguistaou. Ilbars reçoit les hommages de la forteresse de Khiva, d'Ourguentch et d'une grande partie du Khorassan (partie méridionale de l'actuel Turkménistan).

## Mort
Ilbars Khan meurt en 1518 et Sultan Hadji Khan lui succède. Ilbars Khan avait sept ou huit fils qui portaient tous le titre de gazi. Sultan Hadji Khan est proclamé khan en portant le costume ouzbek.

## Source
- (ru) Cet article est partiellement ou en totalité issu de l’article de Wikipédia en russe intitulé « Ильбарс » (voir la liste des auteurs).